# Manicom Island
Manicom Island ist eine unbewohnte Insel im Recherche-Archipel im australischen Bundesstaat Western Australia. Sie ist 16,4 Kilometer vom australischen Festland entfernt.
Die Insel ist 150 Meter lang und 35 Meter breit. In der Nähe liegen die Inseln Archdeacon Island, Hasler Island und Brewis Island.